# Официални езици в Република Южна Африка
В ЮАР има 11 официални езика

## Английски
Английският език е повлиял на част от езиците в ЮАР, но и те на свой ред са оказали влияние върху него. Очакванията, базирани на census 1991 са, че около 45% от населението владее езика говоримо.
Днес езикът се смята за лингва франка в ЮАР – той е езикът, който се използва от правителството, в рекламите и в бизнеса. Освен това е задължителен предмет във всички училища.
По данни на census 2001, английският е говорен у дома от 8,2% от населението, което е около 3 600 000души, като един на всеки трима не е бял. Голям процент от азиатците в ЮАР (най-често индийци по произход) използват английският език. Освен това има и голяма група на южноафрикански китайци, които също използват английският до голяма степен.
Южноафриканският английски език е установен и уникален диалект, който е силно повлиян от африканс и другите официални езици. Например английското изречение: „My mother has been shouting at me all afternoon because I crashed her car doing U-turns with my friends in Bez Valley.“ би се превело на южноафрикански английски по следния начин: „The old lady has been tuning me grief all avie, coz I bust her tjor going yooees with the okes in Bez Valley“
Като домашен език, английският е най-разпространен в провинцията Квазулу-Натал, където над една трета (34,9%) от южноафриканците го говорят. Една трета от говорителите на английския живеят в Гаутенг и 28,3% – в Западен Кейп.
- Домашен език за: 8,2% от населението (3 673 206 души)
- Лингвистичен произход: Индоевропейски > Германски > Западногермански > Английски

## Африканс
Африкаанс е третият най-разпространен език в ЮАР. Според данни от census 2001, той е говорен от 13,3% от населението или 5 983 420 души – предимно цветнокожи и бели. Макар че произлиза от холандския език, африканс е силно повлиян от английския, немски, португалския и някои африкански езици. Едно от първите произведения написани на африканс е Bayaan-ud-djyn от Абу Бакр.
Африкаанс е обявен за официален език през 1925. Той се говори предимно от бели африканци и цветнокожи жители на ЮАР. Въпреки че езикът има европейски корени, днес мнозинството от носителите на този език не са бели.
- Домашен език за: 13,3% от населението (5 983 420 души)

## Венда
Езикът е част от едноименна езикова група, която се състои само от този език. Той също не е много разпространен сред населението – говорят го 2,3% южноафриканци или 1 021 761 души. Основните носители на венда са съсредоточени в провинцията Лимпопо, където 82% от населението говори този език. Други 15,7% от говорещите венда живеят в провинция Гаутенг. Интересен факт е, че венда съдържа набор от допълнителни диакритични знаци, които не могат да бъдат открити на стандартна компютърна клавиатура. Поради тази причина translate.org.za. са разработили специална програма, която да позволи на говорещите венда да пишат лесно на своя език.
- Домашен език за: 2,3% от населението (1 021 761 души)
- Други имена: Venda, Chivenda
- Диалекти: Phani, Tavha-Tsindi, Ilafuri, Manda, Guvhu, Mbedzi, Lembetu

## Зулуски
Зулу е най-рзпространеният език в ЮАР, говорен от близо 23% от общото население (10 677 315души). И зулу е тонален език, част от групата на Нгуни-езиците, близко свързан с кхоса. Начало на писмения зулу са дали мисионерите в тогавашния Натал през 19 век, с първия превод на библията през 1883 г.
71% от хората, говореши зулу, живеят в Квазулу-Натал, където той е език на 80,9% от населението. Над 18% от носителите на този език живеят в Гаутенг. Третата провинция, в която зулу е силно разпрестранен е Мпумаланга, където около една четвърт от населението го говори. В останалите 6 провинции процентът на хората, които говорят зулу е пренебрежимо малък.
- Домашен език за: 23,8% от населението (10 677 315 души)
- Други имена: Zulu, Zunda
- Диалекти: Lala, Qwabe

## Кхоса
Кхоса е вторият най-популярен език в ЮАР, говорен от 17,6% от всички южноафриканци, което прави 7 907 149 души. Една трета от носителите на този език живеят в Източен Кейп. Не е малък броят на хората, говорещи кхоса и във Фрийстейт, Северозападната провинция и Гаутенг (съответно 9,1%, 5,8% и 7% от селското население), но в другите провинции езикът не е толкова широко разпространен. Този език, също като ндебеле, е един от четирите Нгуни-езика на ЮАР. Той е тонален език, управляван от съществителното име. Именно то управлява изречението. Кхоса споделя голяма част от лексиката и граматиката си със зулу.
- Домашен език за 17,6% от населението (7 907 149 души)
- Исторически имена: Xhosa, Xosa, Koosa
- Диалекти: Gealeka, Ndlambe, Gaika (Ncqika), Thembu, Bomvana, Mpondomse.

## Ндебеле
Този език е един от четирите Нгуни-езика на ЮАР. Както повечето африкански езици, и ндебеле е тонален език, който се управлява от съществителното име. Именно то управлява изречението. Ндебеле не е разпространен език – говори го само 1,6% от населението на ЮАР или 711 825 души.
- Домашен език за: 1,6% от населението (711 825 души)
- Други имена: Tabele, Tebele, Ndebele, Sindebele, Northern Ndebele.

## Свази
Свази е един от малко разпространените южноафрикански езици, говорен само от 2,7% от населението или 1 194 433 души. Най-много носители на този език има в Мпумаланга – 30,7%, а в Гаутенг процентът им е почти 11%, което прави пренебрежителните 1,4% от населението там. Свази е част от Нгуни-езиците на ЮАР и е близко свързан със зулу. В последните години обаче се наблюдава тенденция за засилване на различията между двата езика.
- Домашен език за 2,7% от населението (1 194 433 души)
- Други имена: Swazi, Isiswazi, Swati, Tekela, Tekeza
- Диалекти: Baca, Hlubi, Phuthi

## Северен сото
Това е четвъртият най-разпространен език в ЮАР, домашен език на 9,4% от населението (4 208 974 души). Той е един от трите сото-езика на ЮАР. Това е езикът на провинцията Лмпопо, където 54,8% от общото население го говори. Разпространен е също е Гаутенг (24,3% от населението) и в Мпумаланга (10,2% от населението).
Объркване в конституцията: Когато финалната версия на временната конституция от 1993 г. влиза в сила през 1996 г., в нея езикът северен сото бил подменен на сепеди (sepedi). От PANSALB изследвали този случай и стигнали до заключението, че сепеди е бил всъщност диалект на северен сото. Преводаческата организация translate.org.za, която се занимава с преводите на популярни софтуерни апликации като браузъра Firefox на диалектни езици, твърди, че северен сото и неговият диалект често биват бъркани един с друг. Макар че много хора говорят северен сото, то не всички от тях говорят и сепеди.
- Домашен език за: 9,4% от населението (4 208 974 души)
- Други имена: Pedi, Sepedi, Northern Sotho, Sesotho sa Leboa
- Диалекти: Masemola (Masemula, Tau), Kgaga (Kxaxa, Khaga), Koni (Kone), Tswene (Tsweni), Gananwa, Pulana, Phalaborwa (Phalaburwa, Thephalaborwa), Khutswe (Khutswi, Kutswe), Lobedu (Lubedu, Lovedu, Khelobedu), Tlokwa.

## Сесото
Сесото е един от сото-езиците в ЮАР, говорен от 7,9% от южноафриканците (3 555 192 души). Той е езикът на Фрийстейт, който е граничещ с Лесото. Сесото се говори от 64,4% от населението на Фрийстейт. Разпространен е и в Гаутенг (13,1%).
Заедно с тсвана и зулу, сесото е бил един от първите африкански езици, сдобил се с писмена форма. Това става благодарение на инициатива на мисионерите Касалис и Арбусет от Парижката Евангелистка мисия, които пристигнали в Таба Босиу през 1883 г. Днес писмената форма е базирана на диалектите Kwena и Fokeng. Първата творба на сесото е от Томас Мофоло – романа „Чака“, който е завършен през 1910 г. и е публикуван през 1925 г. През 1930 г. „Чака“ е преведен на английски.
- Домашен език за: 7,9% от населението (3 555 192 души)
- Други имена: Suto, Suthu, Souto, Sisutho, Southern Sotho

## Тсвана
Тсвана е най-широко разпространеният език в Северозападната провинция – 65,4%. 20,8% от населението на Северен Кейп също говори този език, а в Гаутенг процента спада до 9,9. Той е един от трите сото-езика на ЮАР и е на пето място по разпространение. Говорят го 8,2% от общото население на държавата или 3 677 010 души. Тсвана е бил първият език с писмена форма. През 1806 г. Хенрик Листенщайн пише „Upon the Language of the Beetjuana“
- Домашен език за: 8,2% от населението (3 677 010 души)
- Други имена: Chuana, Coana, Cuana, Tswana, Sechuana, Beetjuans
- Диалекти: Hurutshe, Kwena, Ngwato, Ngwaketse, Tlhaping, Rolong, Tlokwa, Kgatla, Lete

## Цонга
4,4% от държавното население (1 992 201 души) говорят цонга, като най-много носители на този език има в провинция Лимпопо (22,4% от населението на провинцията), следвана от Гаутенг (6,2% от населението на провинцията) и Мпумаланга (11,6).
- Домашен език за: 4,4% от населението (1 992 201 души)
- Други имена: Tsonga, Shitsonga, Thonga, Tonga, Shangana, Shangaan
- Диалекти: Luleke (Xiluleke), Gwamba (Gwapa), Changana, Hlave, Kande, N'walungu (Shingwalungu), Xonga, Jonga (Dzonga), Nkuma, Songa, Nhlanganu (Shihlanganu).

## Други езици
Езици, които се говоряр в ЮАР, без да са споменати в конституцията на държавата са

### Нидерландски език
Бил е официален в ЮАР от 1910 г. до 1973 г.

### Фанагало (Fanagalo)
Език пиджин, базиран основно на Зулу.

### Лобедо (Lobedu)
Език, разглеждан като диалект на Северен сото.

### Северен Ндебеле
Език, принадлежащ към Нгуни-групата на езиците Банту.
Голямата численост на имигранти в ЮАР, дошли не само от Европа, но и от Азия, подсказва, че броят на другите езици, които се говорят в държавата не е малък. В по-старите имигрански общности се говорят гръцки, хинди, португалски, гуджаратски, тамилски, урду, а по рядко – френски и немски.
Тези неофициални езици могат да бъдат използвани в ограничени полуофициални случаи, когато са определени като преобладаващи. Най-бързо развиващият се неофициален език е португалският – в началото бил говорен от бели, чернокожи и мулати, заселници или бегълци от Ангола и Мозамбик, след като печелят независимост от Португалия, а сега се използва от нови имигранти от същите страни.
Напоследък, хора говорещи северни, централни и западноафрикански езици пристигат в ЮАР и се настаняват главно в големите градове, най-вече в Йоханесбург, Претория, Кейптаун и Дърбан.